# Калхун (окръг, Илинойс)
Окръг Калхун (на английски: Calhoun County) е окръг в щата Илинойс, Съединени американски щати. Площта му е 736 km², а населението - 5084 души (2000). Административен център е село Хардин.